# Deutsche Internationale Schule Jeddah
Die Deutsche Internationale Schule Jeddah (DISJ) wurde 1975 gegründet. Träger ist der Schulverein „Deutsche Schule Jeddah“. Sie unterliegt der Aufsicht des Bund-Länder-Ausschusses für schulische Arbeit im Ausland (BLASchA), welche ein Entscheidungsgremium der Zentralstelle für das Auslandsschulwesen (ZfA) ist.
Die „Deutsche Internationale Schule Jeddah“ bietet die Klassenstufen 1 bis 12 in deutscher Sprache und nach deutschem Lehrplan an. Weiter ist der Schule ein „Deutscher Kindergarten“ inklusive Vorschule angeschlossen.

## Geschichte
Die Deutsche Internationale Schule Jeddah wurde als Privatschule auf einem Teil des „Nada Village Compound“ mit eigenen Mitteln aufgebaut. Im Jahr 1985 wurde der „Deutsche Schulverein Jeddah“ als Verein mit eigener Rechtsfähigkeit durch das Bundesinnenministerium gegründet, welcher Träger der Schule ist. Dem Unterricht bis zur 10. Klasse liegen die Lehrpläne des Bundeslandes Thüringen zugrunde.
2012, und erneut 2018, erhielt die „Deutsche Internationale Schule Jeddah“ das Gütesiegel „Exzellente Deutsche Auslandsschule“.
2014 wurde die gymnasiale Oberstufe eröffnet.

## Schulabschlüsse
Die Schüler können an der „Deutschen Internationalen Schule Jeddah“ folgende Schulabschlüsse erwerben:
- Hauptschulabschluss nach Klasse 9
- Realschulabschluss nach Klasse 10
- Berechtigung zum Übertritt in die gymnasiale Oberstufe nach Klasse 10
- „Gemischtsprachiges Internationales Baccalaureate“ (GIB)

Die Zeugnisse sind den Zeugnissen jeder staatlichen Schule in Deutschland gleichgestellt, da die „Deutsche Internationale Schule Jeddah“ eine von der Kultusministerkonferenz in Deutschland anerkannte Deutsche Auslandsschule ist.
Das GIB ist als allgemeiner Hochschulzugang seit 1986 in Deutschland  anerkannt und ermöglicht den Hochschulzugang in 147 weiteren Ländern der Erde.

## Galerie

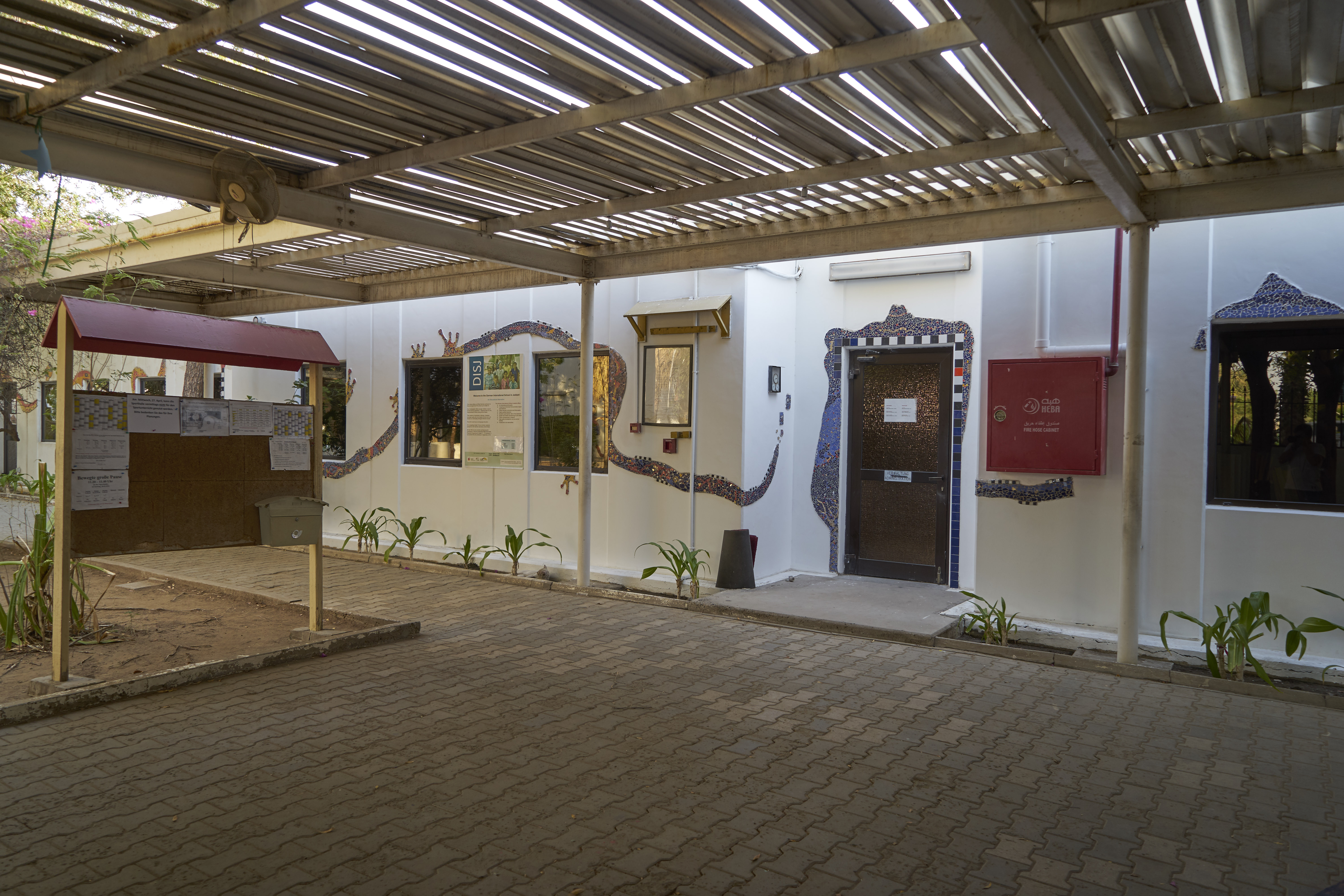
Zugang zu Sekretariat und Lehrerzimmer
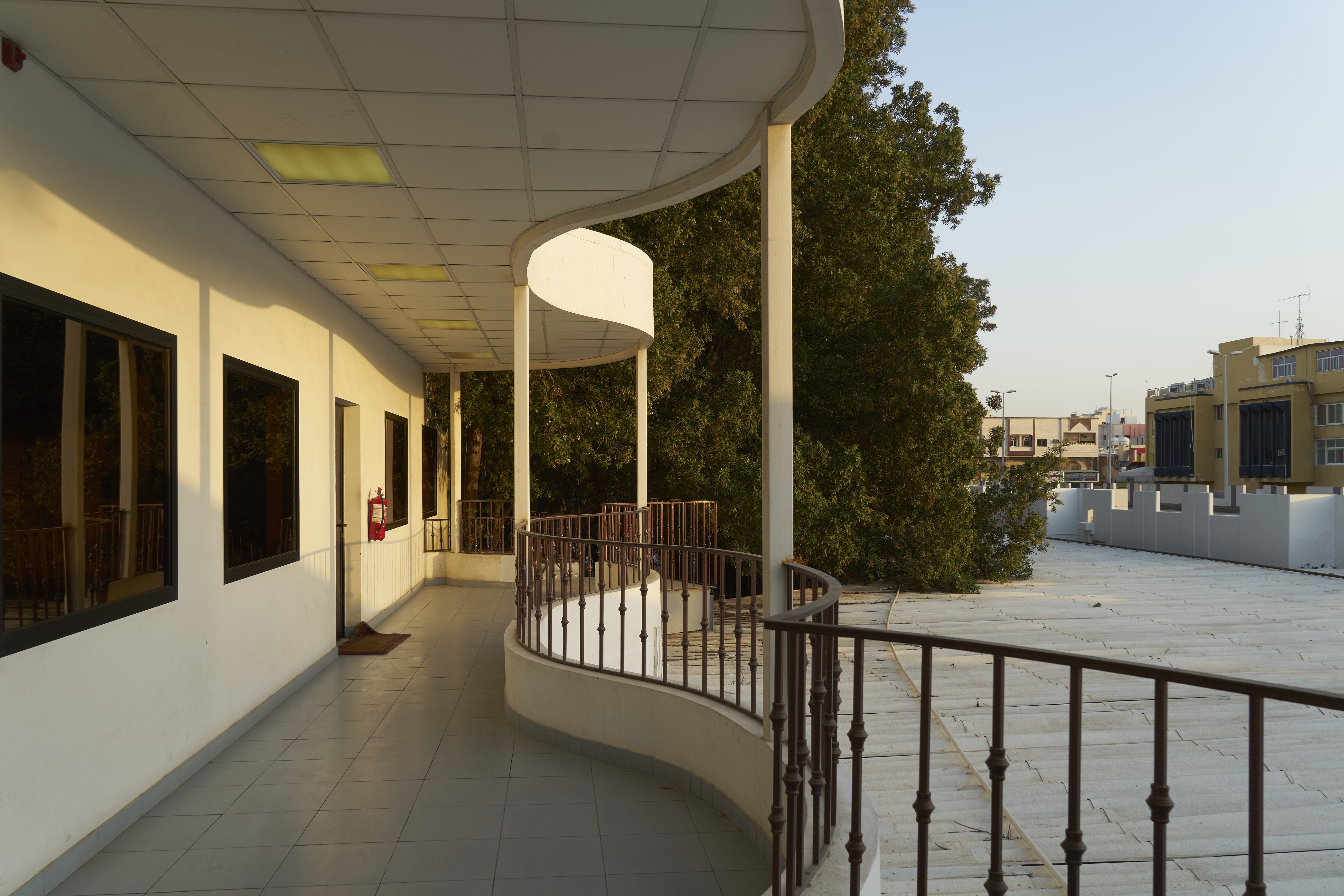
Die GIB-Klassenräume im Obergeschoss
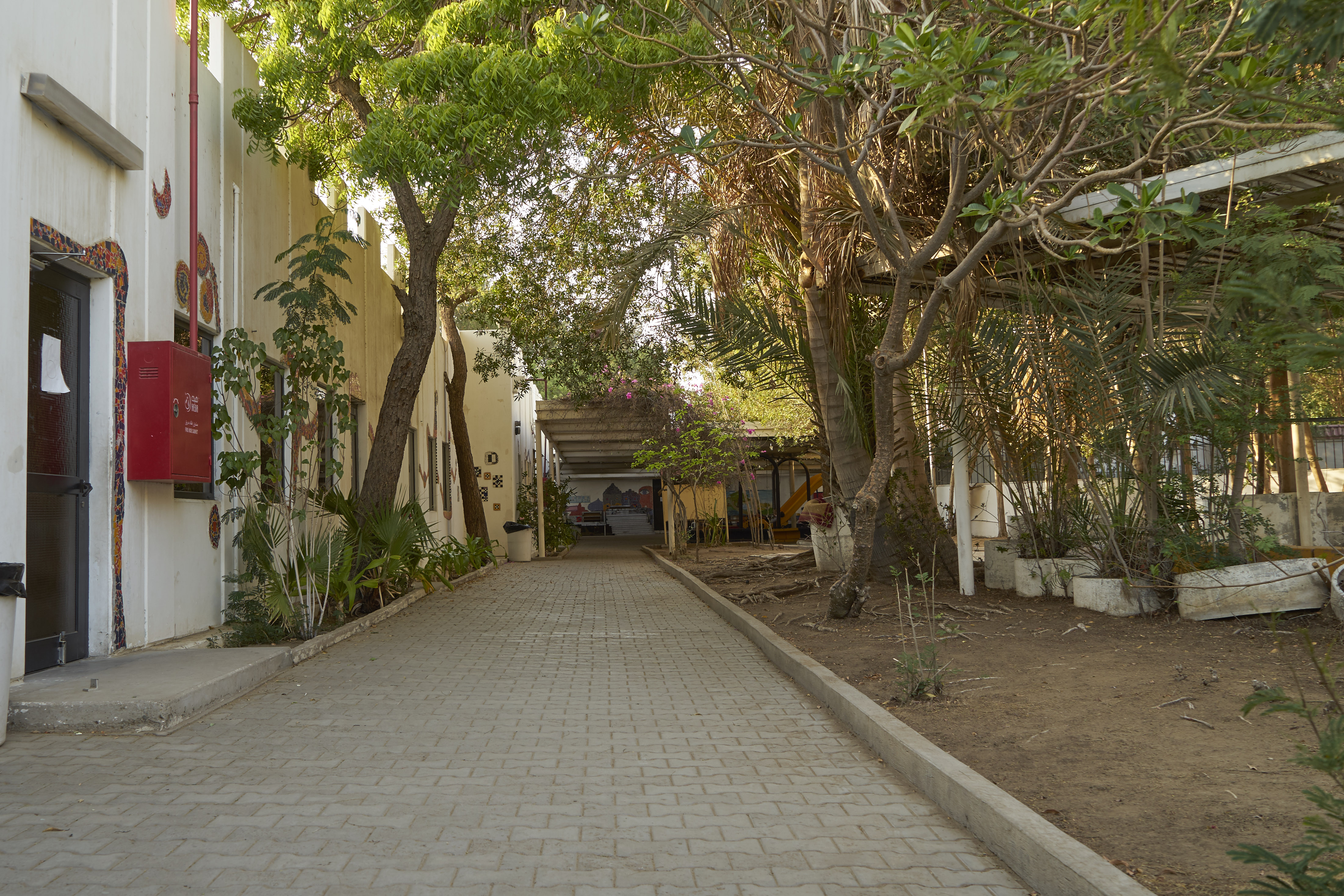
Zugang zu einigen der Klassenräume
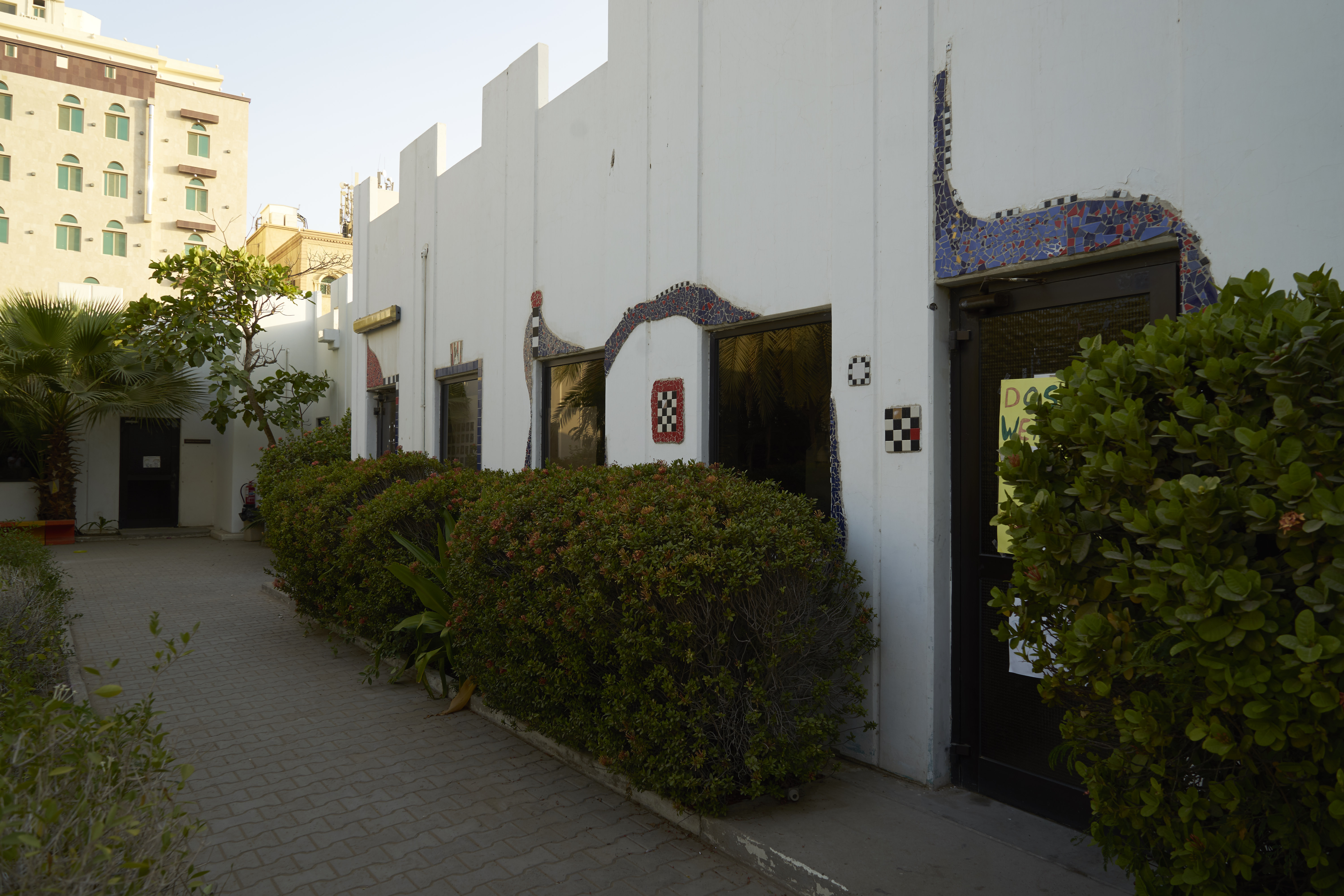
Zugang zu einigen der Klassenräume
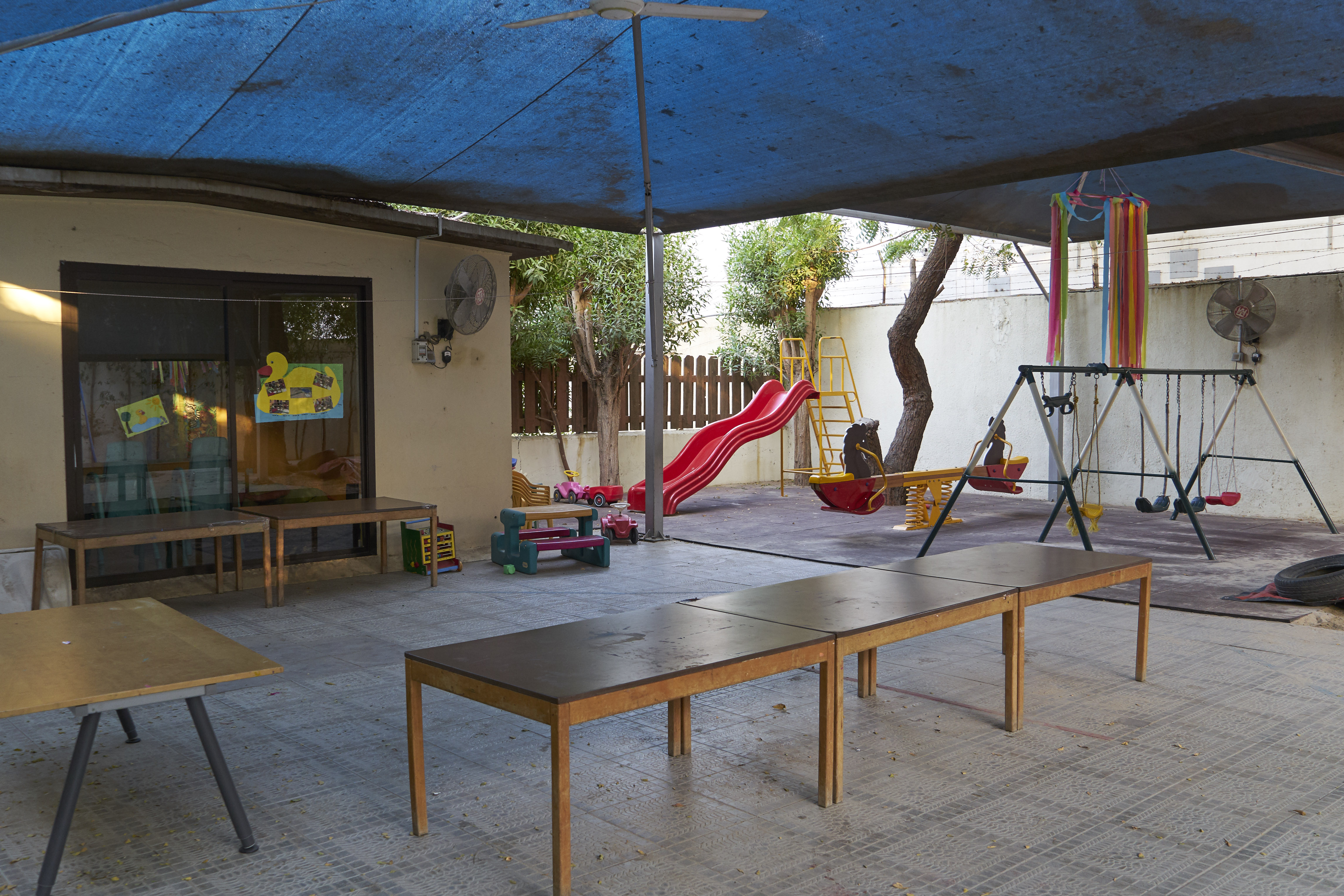
Hof des Kindergartens
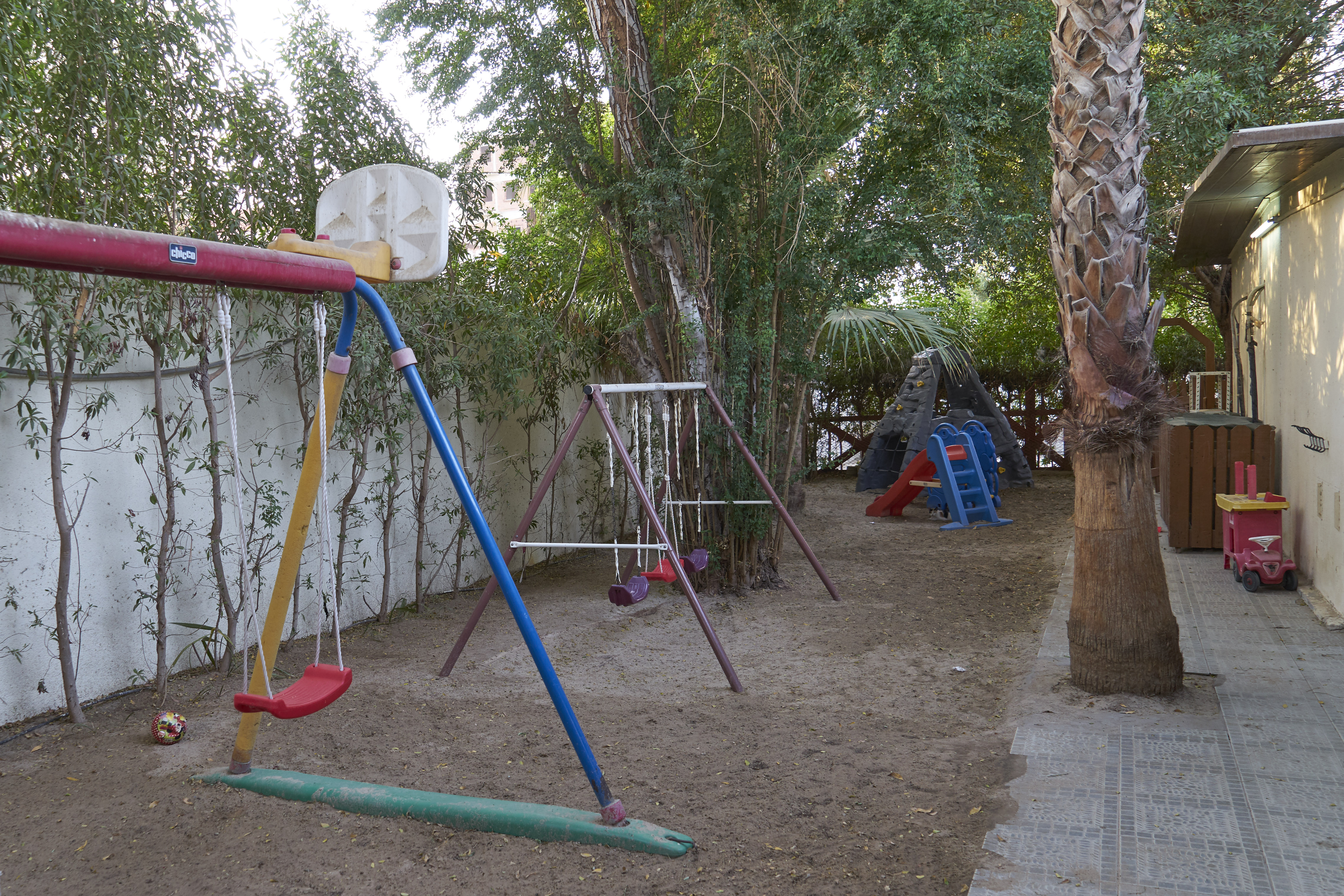
Einige Spielgeräte des Kindergartens
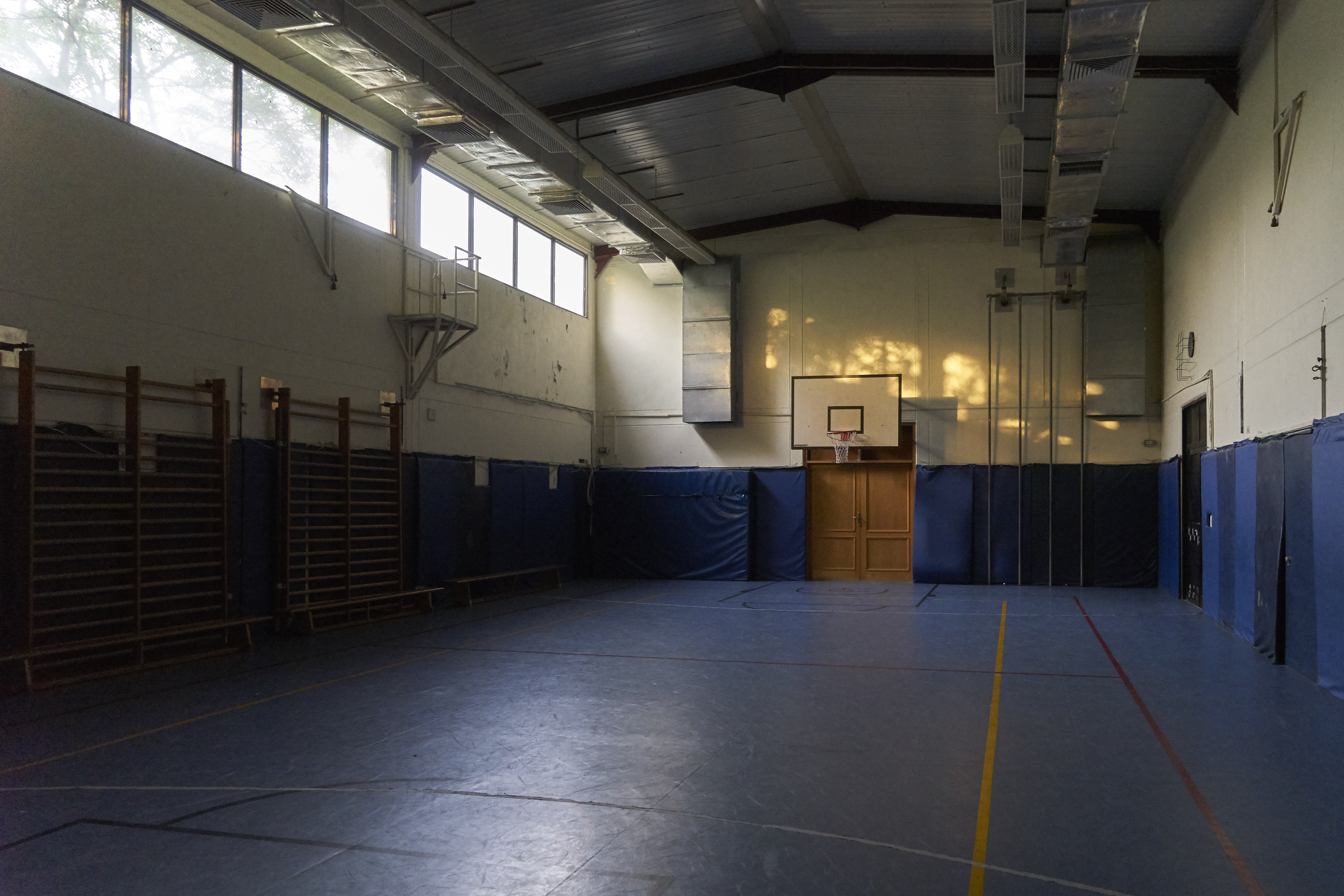
Die Turnhalle